# Metaxymorpha gloriosa
Metaxymorpha gloriosa es una especie de escarabajo del género Metaxymorpha, familia Buprestidae. Fue descrita científicamente por Blackburn en 1894.